# Insurgency: Sandstorm
Insurgency: Sandstorm ist ein taktisches Mehrspieler-Ego-Shooter-Computerspiel, das von New World Interactive entwickelt und von Focus Home Interactive veröffentlicht wurde. Es ist die Fortsetzung zu Insurgency. Am 12. Dezember 2018 erschien es für Microsoft Windows. Die Version für PlayStation 4 und Xbox One erschien zusammen mit den Versionen für PlayStation 5 und Xbox Series am 29. September 2021.

## Entwicklung
Angekündigt wurde Insurgency: Sandstorm wobei ein technologischer Schritt von der Source-Engine zur Unreal Engine 4 vollzogen wurde. Angedacht war auch eine Einzelspielerkampagne, die den Irakkrieg darstellen sollte. Der Mehrspielermodus sollte auf den E-Sport ausgerichtet werden. Während der Entwicklung wurde die Kampagne gestrichen um sich stärker auf den Mehrspielermodus konzentrieren zu können. Die Veröffentlichung wurde zunächst verschoben, um die Performance des Spiels zu verbessern. Eine Version für Linux und macOS wurde angekündigt dann aber nicht umgesetzt. Die Portierung für die Konsolen wurde zunächst auf unbestimmte Zeit verschoben und dann parallel auch für die nächste Konsolengeneration entwickelt.

## Rezeption
GameStar wertete nach Erscheinen von Patches, die Probleme beseitigten und neue Inhalte hinzufügten, auf. An dem dringend benötigten technischen Feinschliff wurde weiter gearbeitet. Die Spielerschaft sei klein, aber loyal. Selbst in den öffentlichen Spielen sei das Niveau sehr hoch. Es sei weniger komplex und verkopft als Squad. Das Szenario werde erschreckend realistisch abgebildet. Wie schon beim Vorgänger werde Simulation und schneller Online-Shooter gekonnt vermischt. Die Handhabung der Waffen sei realitätsnah. Auf Einblendungen werde größtenteils verzichtet, so dass der Spieler stärker ins Geschehen eintauche. Der Stellungskampf wiederhole sich jedoch und die hervorragend erstellten Karten ähneln einander stark, so dass die Abwechslung fehle.
Für die Fassung auf der PlayStation 4 muss man grafisch Abstriche machen. Durch die präzise Steuerung und guter Rückmeldung bei Treffern spiele sie sich ebenbürtig. Auf der Konsole fehle jedoch die Unterstützung für Mods.